# Isotachis sprucei
Isotachis sprucei là một loài rêu trong họ Balantiopsaceae. Loài này được Beauverd mô tả khoa học đầu tiên năm 1924.